# Sin el Partido Comunista no existiría la nueva China
Sin el Partido Comunista (en chino tradicional, 沒有共產黨; en chino simplificado, 没有共产党新; pinyin, Méiyǒu Gòngchǎndǎng) es una canción patriótica de la República Popular China compuesta en 1943 y el título actual lo tiene desde 1950. Destaca el papel del Partido Comunista de China (PCCH) durante la invasión japonesa en la Segunda Guerra Mundial y la guerra civil china.

## Historia

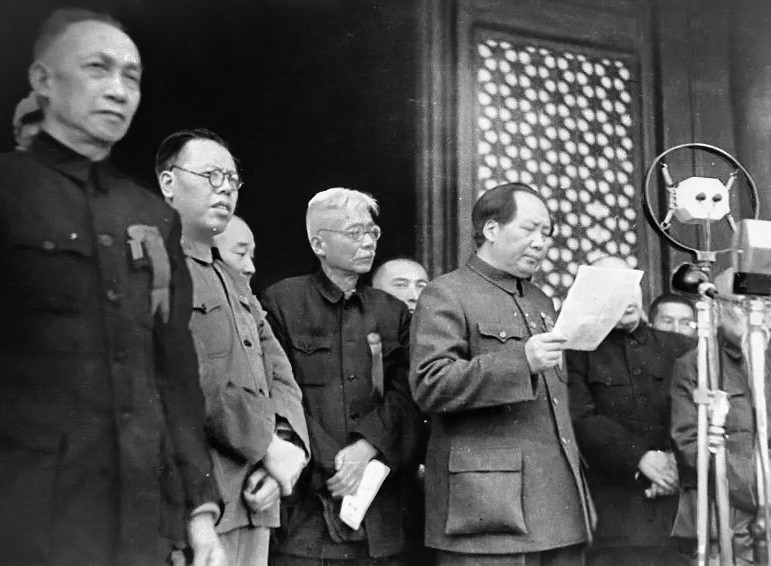
El secretario general del PCCh Mao Zedong proclamando la República Popular China, 1949.

El 10 de marzo de 1943, cuando China enfrentaba la invasión japonesa durante la Segunda Guerra Mundial, Chiang Kai-shek publicó un libro titulado El destino de China (中國之命運T, 中国之命运S) con la consigna de que "sin el Kuomintang no existiría China". El Partido Comunista de China respondió a través de su Diario de la Liberación (解放日报T, 解放日报S, Jiěfàng RìbàoP) con un editorial titulado Sin el Partido Comunista no existiría China, concluyendo que "si la China de hoy no tuviera al Partido Comunista de China, no existiría China". En octubre de ese año Cao Huoxing (en chino, 曹火星), un militante del partido de diecinueve años miembro del grupo publicitario antijaponés, creó la letra para una canción con ese mismo título.
Poco después de la fundación de la República Popular, en 1950, Mao Zedong cambió el título a Sin el Partido Comunista no existiría la nueva China, marcando la tónica tras la victoria comunista en la guerra civil contra los nacionalistas, según la prensa china "para indicar los logros del PCCH de manera más precisa".
La canción fue parte del repertorio de El oriente es rojo, musical emblema de la Revolución Cultural. El expresidente Jiang Zemin reconoció en 2001 la importancia de la composición al dedicar un mensaje a su aniversario. El 27 de junio de 2006 fue inaugurada una casa conmemorativa en honor de la canción en la aldea Tangshang del distrito de Fangshan, en Pekín, lugar donde fue compuesta.

## Letra
| Chino tradicional | Chino simplificado | Pinyin | Traducción al español |
| --- | --- | --- | --- |
| 沒有共產黨就沒有新中國 沒有共產黨就沒有新中國 共產黨辛勞為民族 共產黨他一心救中國 他指給了人民解放的道路 他領導中國走向光明 他堅持抗戰八年多 他改善了人民生活 他建設了敵後根據地 他實行了民主好處多 沒有共產黨就沒有新中國 | 没有共产党就没有新中国 没有共产党就没有新中国 共产党辛劳为民族 共产党他一心救中国 他指给了人民解放的道路 他领导中国走向光明 他坚持抗战八年多 他改善了人民生活 他建设了敌后根据地 他实行了民主好处多 没有共产党就没有新中国 | Méiyǒu Gòngchǎndǎng jiù méiyǒu xīn Zhōngguó. Méiyǒu Gòngchǎndǎng jiù méiyǒu xīn Zhōngguó. Gòngchǎndǎng xīnláo wèi mínzú. Gòngchǎndǎng tā yīxīn jiù Zhōngguó. Tā zhǐgěi le rénmín jiěfàng de dàolù. Tā lǐngdǎo Zhōngguó zǒuxiàng guāngmíng. Tā jiānchí le kàngzhàn bā nián duō. Tā gǎishàn le rénmín shēnghuó. Tā jiànshè le díhòu gēnjùdì. Tā shíxíng le mínzhǔ hǎochù duō. Méiyǒu Gòngchǎndǎng jiù méiyǒu xīn Zhōngguó. | Sin el Partido Comunista, no existiría la nueva China. Sin el Partido Comunista, no existiría la nueva China. El Partido Comunista trabaja duro por el pueblo. El Partido Comunista se empeña en salvar a China. [Él] Señaló al pueblo el camino hacia la liberación. [Él] Lleva a China hacia la luz. [Él] Participó en la Guerra de la Resistencia por más de ocho años. [Él] Mejoró la vida del pueblo. [Él] Estableció bases de guerrilla. [Él] Practicó la democracia, con muchos beneficios. Sin el Partido Comunista, no existiría la nueva China. |

Nota: Cao Huoxing hizo del Partido Comunista un sujeto masculino al usar el carácter 他 (tā), que significa literalmente él, aunque normalmente sería considerado de género neutro.